# Lari (distrito)
O Distrito peruano de Lari é um dos vinte distritos que formam a Província de Caylloma, situada no Departamento de Arequipa, pertencente a Região Arequipa, Peru.

## Transporte
O distrito de Lari é servido pela seguinte rodovia:
- AR-109, que liga o distrito de San Antonio de Chuca à cidade de Majes [1][2][3]